# Championnat de Nouvelle-Calédonie de football 2002-2003
Navigation
Édition précédente Édition suivante
La saison 2002-2003 du Championnat de Nouvelle-Calédonie de football est la septième édition du championnat de première division en Nouvelle-Calédonie. Les trois meilleures équipes de Grande Terre et le champion des îles s'affrontent en phase finale pour déterminer le champion de Nouvelle-Calédonie.
C'est l'AS Magenta qui remporte la compétition cette saison après avoir battu la JS Baco lors de la finale. C'est le tout premier titre de champion de Nouvelle-Calédonie de l'histoire du club, qui réalisé même le doublé en s'imposant une fois encore face à la JS Baco en finale de la Coupe de Nouvelle-Calédonie.

## Les clubs participants (Grande Terre)
- AS Mont-Dore
- AS Auteuil
- ACB Poya
- JS Tiéta
- Olympique de Nouméa - Promu de D2
- AS Poum - Promu de D2
- FC Koh - Promu de D2
- JS Baco
- US Calédonienne - Promu de D2
- AS Magenta

## Compétition
Le classement est établi sur le barème de points suivant : victoire à 4 points, match nul à 2, défaite à 1.

### Division d'Honneur (Grande Terre)
| Rang | Équipe               | Pts | J  | G  | N | P  | Bp | Bc | Diff |
| ---- | -------------------- | --- | -- | -- | - | -- | -- | -- | ---- |
| 1    | AS MagentaC          | 62  | 17 | 15 | 0 | 2  | 73 | 23 | +50  |
| 2    | JS Baco              | 54  | 17 | 11 | 4 | 2  | 38 | 21 | +17  |
| 3    | AS Mont-DoreT        | 49  | 17 | 9  | 5 | 3  | 40 | 20 | +20  |
| 4    | AS Auteuil           | 47  | 17 | 9  | 3 | 5  | 29 | 24 | +5   |
| 5    | AS PoumP             | 40  | 17 | 7  | 2 | 8  | 37 | 43 | -6   |
| 6    | US CalédonienneP     | 40  | 18 | 6  | 4 | 8  | 33 | 42 | -9   |
| 7    | Olympique de NouméaP | 35  | 18 | 4  | 5 | 9  | 33 | 44 | -11  |
| 8    | ACB Poya -9          | 29  | 18 | 5  | 5 | 8  | 28 | 37 | -9   |
| 9    | JS Tiéta -9          | 19  | 17 | 2  | 5 | 10 | 19 | 44 | -25  |
| 10   | FC KohP -10          | 15  | 18 | 2  | 1 | 15 | 19 | 51 | -32  |

|  | Qualification pour la phase finale                                                                |
|  | Relégation directe en Promotion d'Honneur                                                         |
|  | T : Tenant du titre C : Vainqueur de la Coupe de Nouvelle-Calédonie P : Club promu en Super Ligue |

- Les matchs manquants ont été annulés et ne sont pas rejoués. Trois clubs reçoivent des points de pénalité pour manquement au règlement concernant les diplômes de leur entraîneur.

### Phase finale
Les trois clubs de Grande Terre retrouvent la JS Traput, le champion inter-îles.

#### Demi-finales
| Équipe 1   | Résultat | Équipe 2     | Aller | Retour |
| ---------- | -------- | ------------ | ----- | ------ |
| AS Magenta | 1 - 3    | AS Mont-Dore | 1 - 1 | 0 - 2  |
| JS Traput  | 1 - 6    | JS Baco      | 0 - 3 | 1 - 3  |

#### Finale
| 18 mai 2003 | AS Magenta                                                     | 5 - 3 ap | JS Baco                                | Stade Édouard Pentecost, Nouméa |  |
|             | Wajoka 85e (pen.), 90+4e, 111e · Hnagéjé 90+1e · Wasaumie 103e |          | 45+2e Saridjan · 51e Cawa · 55e Moagou |                                 |  |

## Bilan de la saison
| Championnat de Nouvelle-Calédonie de football 2002-2003 |                        |
| Champion                                                | AS Magenta (1er titre) |
| Coupes et trophées                                      |                        |
| Vainqueur de la Coupe de Nouvelle-Calédonie 2002-2003   | AS Magenta             |
| Promotions et relégations                               |                        |
| Promus en Super Ligue                                   | Gaïtcha FCN            |
| Promus en Super Ligue                                   | ASLN Kouaoua           |
| Relégués en Promotion d'Honneur                         | JS Tiéta               |
| Relégués en Promotion d'Honneur                         | FC Koh                 |